# Ivanka Mandunić Kuzmanović
prof. mr. Ivanka Madunić Kuzmanović, hrvatska je povjesničarka i pjesnikinja iz SAD-a. Profesorica je povijesti u Milwaukeeu.
Gimnaziju je pohađala u Splitu, a studirala u Zagrebu. Veliki uzor u mladosti bio joj je Bruno Bušić, kojemu je i posvetila pjesmu.
U duetu s Dragoslavom Genčić i uz pratnju Tamburaškog orkestra RTV Novi Sad izdala je u travnju 1973. vinil ploču "Vojvodino ravna" pri diskografskoj kući PGP Radio Kruševac.
Članica je udruge "Hrvatska izvandomovinska lirika" (HIL) koja okuplja hrvatske pjesnike izvan Hrvatske. Predsjednica je ogranka HIL-a u New Yorku te je bila i recenzent u nekoliko izdanja ogranka. Spomenuti ogranak izdao joj je i zbirku pjesama.
Redovita je sudionica pjesničkih večeri i susreta članova HIL-a u Hrvatskoj.